# 弗尔代什
弗尔代什（匈牙利語：Földes）是匈牙利东部豪伊杜-比豪爾州的一个大型村。

## 地理
面积约6,524公頃（65.24平方），2011年人口3998。

## 人口
| 弗尔代什               |
|                        |
| 来源：匈牙利中央统计局 |